# Fiqh
Fiqh (arabiska: فقه, kunskap, förståelse) är islams juridik. Genom fiqh söker man inom islam tolka och förstå sharia, Guds lag. Medan sharia ses som evig och fullkomlig ses fiqh som något som hela tiden utvecklas och förändras, på grund av att det är människor som utvecklar fiqh medan sharia kommer direkt från Gud. De samlade islamiska rättsprinciperna kallas för uṣūl al-fiqh.
Inom sunnitraditionen i islam skiljer man traditionellt på fyra rättskällor som prioriteras med den viktigaste först och minst betydelsefulla sist: 1) Koranen, 2) profeten Muhammeds sunna (tradition), 3) ijma (konsensus) bland rättslärda och 4) qiyas (analogi).

## Historia
Rättslärda (fuqaha) har sedan profeten Muhammeds död 632 innehaft en viktig roll i det muslimska samfundet. En anledning till de rättslärdas höga status var ett uttalande av Muhammed i en hadith där han angav att "De lärda är Profetens arvingar". På så vis sågs fuqaha som de enda som hade legitimitet i att tolka de religiösa texterna för att på så vis få fram mer konkreta rättsregler från dem. Under 700-talet till 900-talet var det visserligen kaliferna som verkställde lagarna och som kontrollerade domstolsväsendet genom att utse och avsätta domare (qadi), men det var de rättslärda som härledde lagar från de religiösa källorna, vilket i praktiken kan sägas ha gett dem rollen som lagstiftare. En faqih (en rättslärd, sing. av fuqaha) var dessutom ofta involverade i diskussioner om etiska och juridiska plikter. De rättslärda var dessutom ofta relativt fristående från staten, vilket har präglat muslimska samhällen fram till tidigmodern och modern tid, då staten tog över den lagstiftande makten.

## Metod
Fiqh söker framför allt lösningar på de problem för vilka Koranen inte ger klart och entydigt besked. 
Rättslärda (fuqahá) tolkar hur shari'a ska tillämpas. Det som har betydelse för hur strafftillämpningen ser ut beror på flera olika faktorer. Bland fuqahá finns en viktig funktion, den som utövas av muftin, en rättskonsult med uppgift att utfärda auktoritativa sakkunnigyttranden (fatwa) i konkreta fall. Detta är tänkt att fungera som en vägledning för den kadi (domare) som dömer i det aktuella fallet. Något som dock historiskt sett spelat minst lika stor roll för tolkningen är makthavarnas vilja (urf, "det som är känt"). Det sistnämnda räknas inte in i shari'a.
Det som enligt fiqh ska vägas in i hur ett rättsfall bedöms är Koranen, hadither, och ijma (konsensus). Shiiterna erkänner dock inte den sorts ijma som andra rättskolor definierar det, och förkastar alla hadither som inte någon av de shiitiska imamerna godkänt.
Islamiska rättslärda (fuqaha) har utvecklat ett graderingssystem (al-ahkam al-khamsah). Systemet består av fem nivåer som i sin tur delas in i underkategorier och används för att värdera människans handlande: 1) Wajib eller fard är plikt för varje mukalaff. Allt som är wajib/fard är klart och bestämt påbjuden av Allah och därför är straffbar att underlåta. 2) Mandub betyder ”rekommenderat handlande”. I många rättskolor madhhab är Mandub används som en synonym till sunna och mustahabb.  3) Mubah betyder ”tillåtligt” och inkluderar handlingar som har varken bättre eller sämre motsvarigheter. 4) Makruh 5) Haram betyder ”förbjudet”.

## Rättsskolor
Synen på muslimska rättsläror har gjort att olika sunnitiska rättsskolor (madhhab)s tagit form, parallellt med varandra. På 1200-talet resulterade det i etablerandet av fyra stora skolor, den hanafitiska, den malikitiska, den shafiitiska och den hanbalitiska. Skolorna har alla fått sitt namn efter den person som anses ha lagt grunden för skolan. De grundläggande punkterna är gemensamma men däremot skiljer sig de olika skolorna åt dels i geografisk spridning men även i frågor rörande mindre detaljer, framför allt i synen på ritualer. Deras uppfattning av huruvida icke-islamiska sedvänjor får tillämpas jämsides med shari'a och i så fall i vilken omfattning är en annan faktor som skiljer dem åt. Emellertid råder det ingen osämja mellan skolorna. I stället ser man antalet rättskolor som en enhet i mångfald, (ikhtilaf) ett tecken på att sanningen är svår för människan att till fullo förstå och mångbottnad.
De fyra skolbildningarna betraktas av sunniterna som likvärdiga och i praktiken har det visat sig nödvändigt att vid stora lärosäten meddela undervisning i samtliga.   